# Snežni plug
Snežni plug je priprava, ki se namesti na cestno ali železniško vozilo in je namenjena odstranjevanju snega z večjih površin.

## Zgodovina
Prvi snežni plugi so bili leseni, vlekli pa so jih konji. S pojavom avtomobilov se je hitro začela tudi mehanizacija snežnih plugov.
Leta 1911 je prvi sodobni snežni plug izumil David I Munson, hkrati pa je skonstruiral tudi mehanizem za montažo na tovornjak. Leta 1923 sta norveška brata Hans in Even Øveraasen skonstruirala plug za avtomobile, njun izum pa velja za začetek splošne uveljavitve snežne službe. V ZDA naj bi Carl Frink iz Claytona že leta 1920 ustanovil podjetje Frink Snowplows, danes Frink-America, ki naj bi bilo prvo tovrstno podjetje na svetu.